# Стиллуотер (тауншип, Миннесота)
Стиллуотер (англ. Stillwater) — тауншип в округе Вашингтон, Миннесота, США. На 2000 год его население составило 2553 человека.

## География
По данным Бюро переписи населения США площадь тауншипа составляет 45,4 км², из которых 42,8 км² занимает суша, а 2,5 км² — вода (5,59 %).

## Демография
По данным переписи населения 2000 года здесь находились 2553 человека, 833 домохозяйства и 736 семей.  Плотность населения —  59,6 чел./км².  На территории тауншипа расположено 842 постройки со средней плотностью 19,7 построек на один квадратный километр. Расовый состав населения: 98,28 % белых, 0,12 % афроамериканцев, 0,24 % коренных американцев, 1,02 % азиатов, 0,04 % c Тихоокеанских островов, 0,04 % — других рас США и 0,27 % приходится на две или более других рас. Испанцы или латиноамериканцы любой расы составляли 0,55 % от популяции тауншипа.
Из 833 домохозяйств в 45,9 % воспитывались дети до 18 лет, в 83,0 % проживали супружеские пары, в 3,2 % проживали незамужние женщины и в 11,6 % домохозяйств проживали несемейные люди. 8,6 % домохозяйств состояли из одного человека, при том 2,6 % из — одиноких пожилых людей старше 65 лет. Средний размер домохозяйства — 3,06, а семьи — 3,28 человека.
30,6 % населения — младше 18 лет, 6,3 % — в возрасте от 18 до 24 лет, 26,0 % — от 25 до 44, 32,0 % — от 45 до 64, и 5,1 % — старше 65 лет. Средний возраст — 40 лет. На каждые 100 женщин приходилось 100,2 мужчин. На каждые 100 женщин старше 18 приходилось 103,6 мужчин.
Средний годовой доход домохозяйства составлял 96 281 доллар, а средний годовой доход семьи —  100 560 долларов. Средний доход мужчин —  70 000  долларов, в то время как у женщин — 45 833. Доход на душу населения составил 36 795 долларов. За чертой бедности находились 0,5 % семей и 0,6 % всего населения тауншипа, из которых 0,8 % младше 18 лет.